# Wilson Gottardo
Wilson Roberto Gottardo (Santa Bárbara d'Oeste, 23 de maio de 1963) é um treinador, diretor de futebol e ex-futebolista brasileiro que atuava como zagueiro.

## Carreira
Wilson Gottardo começou a carreira no União Barbarense, time de sua cidade natal, Santa Barbara d'Oeste, no interior de São Paulo. Aos 19 anos de idade, foi jogar no Guarani Futebol Clube, aonde permaneceu os quatro anos seguintes de sua carreira. Teve uma rápida passagem pelo Clube Náutico Capibaribe, antes de ser contratado pelo Botafogo, em 1987.
A identificação com o Botafogo, clube pelo qual Gottardo mais vezes vestiu a camisa, acabaria rendendo-lhe, em três passagens, alguns títulos inesquecíveis. Em destaques teve como companheiros de zaga os  Mauro Galvão e Gonçalves. Gottardo fez parte da lendária equipe alvi-negra que pôs fim a um jejum de 21 anos sem títulos do Botafogo, na conquista do Campeonato Carioca de 1989. No ano seguinte, mantendo o embalo, o Botafogo repetiu a dose e sagrou-se bicampeão carioca, para delírio dos torcedores botafoguenses.
Em 1991, trocou o Botafogo pelo Flamengo e, pela terceira vez consecutiva, levantou a taça de campeão carioca. Um ano mais tarde, ironicamente, em uma final contra o Botafogo, conquistou o título do Campeonato Brasileiro de 1992, ainda pelo Flamengo.
Em seguida, no ano de 1993, deixou o Brasil e foi para a Europa, aonde atuou no Marítimo, de Portugal. Sofreu ua lesão no joelho direito, veio ao Brasil para realizar cirurgia. Todavia, passado um ano, voltou a vestir a camisa do Botafogo.
Capitão da equipe alvi-negra, comandada por Paulo Autuori, Botafogo atravessava serias dificuldades financeiras, mas mesmo assim conquistou o Campeonato Brasileiro de 1995. Curiosamente, na mesma época Wilson Gottardo também jogou com seu irmão, Gérson Gottardo. Gerson fez, anteriormente, um ótimo campeonato pelo São Cristóvão.  Ainda em 1995 teve uma passagem rápida pelo São Paulo onde disputou a Copa dos Campeões Mundiais de 1995 onde foi campeão.
Depois de deixar o Botafogo, Gottardo jogou ainda no Fluminense, antes de ir para o Cruzeiro, em 1997. O Cruzeiro pagou multa rescisória para liberação dos direitos federativos. Atuou como capitão e conquistou a Libertadores da América de 1997 e o Bi estadual.
Dois anos mais tarde, jogando no Sport Recife, como capitão, conquistou título do Pernambucano de 1999. 
Em 2000, treinando no Guarani de Campinas resolveu encerar seu ciclo como atleta.

### Treinador
Em 21 de dezembro de 2010, foi anunciada a contratação de Gottardo como técnico do Villa Nova Atlético Clube, a partir de 2011. Logo no jogo de estréia como treinador, sua equipe venceu o Formiga Esporte Clube por 1–0, em amistoso realizado em Nova Lima. Em novembro de 2011, assumiu como treinador no Bonsucesso.
Em dezembro de 2013 Gottardo foi contratado para treinar o Tupi Football Club de Juiz de Fora para a temporada de 2014. Seu comando sobre o time mineiro, no entanto, foi curto. Após cinco jogos disputados, somando duas vitórias, duas derrotas e um empate, ele pediu desligamento por não concordar com algumas decisões da diretoria do clube.
Em 4 de junho de 2014, foi anunciado como técnico do São José E.C. para a disputa da Copa Paulista de Futebol. No dia 7 de julho de 2014, Wilson deixava o comando do São José E.C. para ser o diretor de futebol do Botafogo.
No dia 5 de janeiro de 2016, Wilson Gottardo acerta a sua segunda passagem como treinador do Villa Nova Atlético Clube, Gottardo volta a comandar o Leão do Bonfim depois de 5 anos, o clube foi o primeiro de sua carreira de treinador profissional.
Qualificou por quatro vezes clubes para disputarem serie D do brasileiro. 

### Diretor técnico
Em 9 de julho de 2014, Gottardo foi anunciado como o novo diretor de futebol do Botafogo. Em dezembro de 2014, a diretoria do Botafogo comunica que Wilson Gottardo não será o diretor de futebol do clube, para o ano de 2015.

## Títulos
Botafogo
- Campeonato Carioca: 1989,1990
- Taça Rio: 1989
- Taça Cidade Maravilhosa: 1996
- Campeonato Brasileiro: 1995
- Torneio da Capital: 1995

São Paulo
- Copa dos Campeões Mundiais: 1995

Flamengo
- Campeonato Carioca: 1991
- Taça Rio: 1991
- Copa Rio: 1991
- Campeonato da Capital: 1991,1993
- Campeonato Brasileiro: 1992

Cruzeiro
- Campeonato Mineiro: 1997,1998
- Copa Libertadores da América: 1997
- Recopa Sul-Americana: 1998

Sport
- Campeonato Pernambucano: 1999

### Outras Conquistas
Botafogo
- Troféu Cidade de Palma de Mallorca: 1988
- Torneio da Amizade de Veracruz: 1990
- Taça Teresa Herrera: 1996
- Copa Nippon Ham: 1996
- Torneio Presidente da Rússia: 1996
- Copa Rio-Brasília: 1996

Flamengo
- Troféu Eco-92: 1992
- Troféu Brahma de Campeões: 1992
- Taça Libertad: 1993
- Troféu Raul Plassman: 1993